# Kei van Lage Vuursche
De kei van Lage Vuursche (ook Vuursche Kei) is een zwerfkei in de plaats Lage Vuursche in de Nederlandse provincie Utrecht. De kei heeft de status van rijksmonument en ligt in een van rijkswege beschermd dorpsgezicht. Naast de kei bevindt zich restaurant en voormalige rechthuis De Lage Vuursche.
Amateurhistoricus Jacobus Scheltema stelde in 1833 dat de steen een voormalig offeraltaar of hunebed was. In 1846 publiceerde rijksarchivaris Laurens Philippe Charles van den Bergh een vertaling van een 9e-eeuwse brief van een monnik waaruit zou blijken dat deze getuige was van bloedoffers. Deze brief bleek een grap maar is sindsdien een eigen leven gaan leiden. Onder meer de lokale onderwijzer Teunis Pluim hield vast aan de altaarhypothese. Scheltema deed archeologisch onderzoek bij de steen zonder aantekeningen te maken en in 1851 is opnieuw archeologisch onderzoek verricht naar de grondlagen door de Leidse historicus Leonhardt Johannes Friedrich Janssen.
Over de kei wordt sinds minstens 1894 verteld dat er bloed afkomstig van de offers uit de steen komt als je er in prikt. 